# Кринцілів

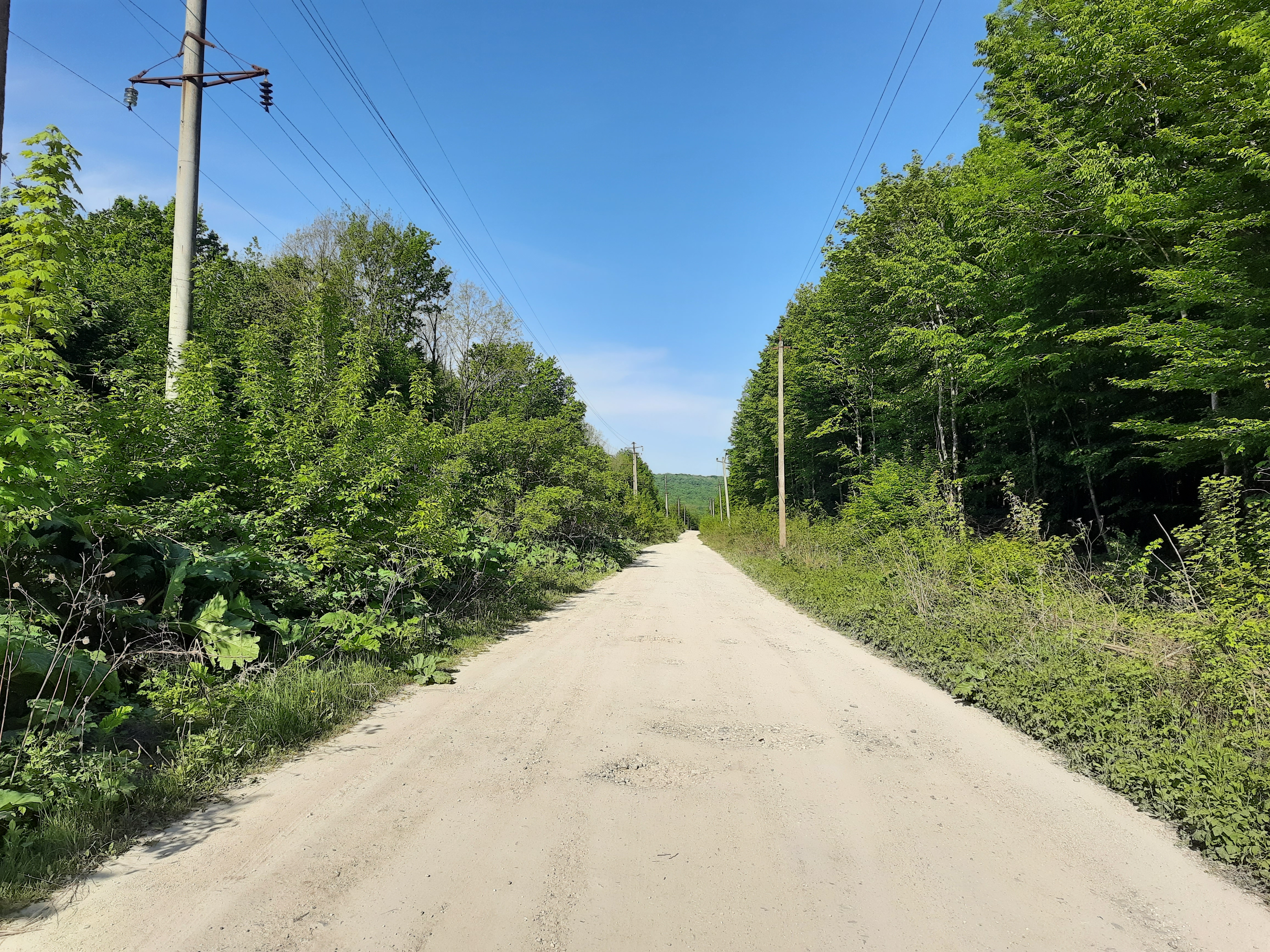
Дорога в село

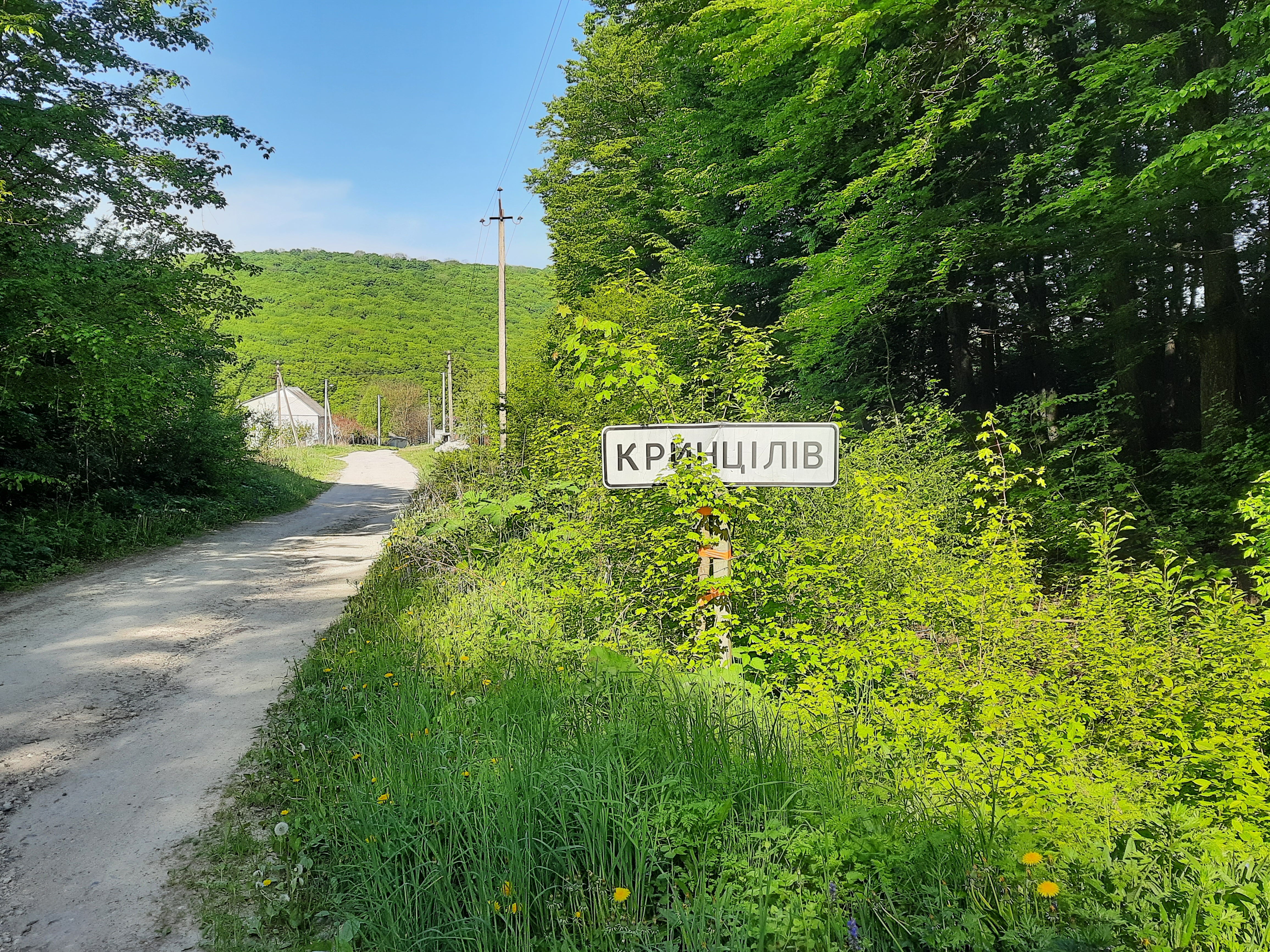
Дорожній знак при в'зді в село.

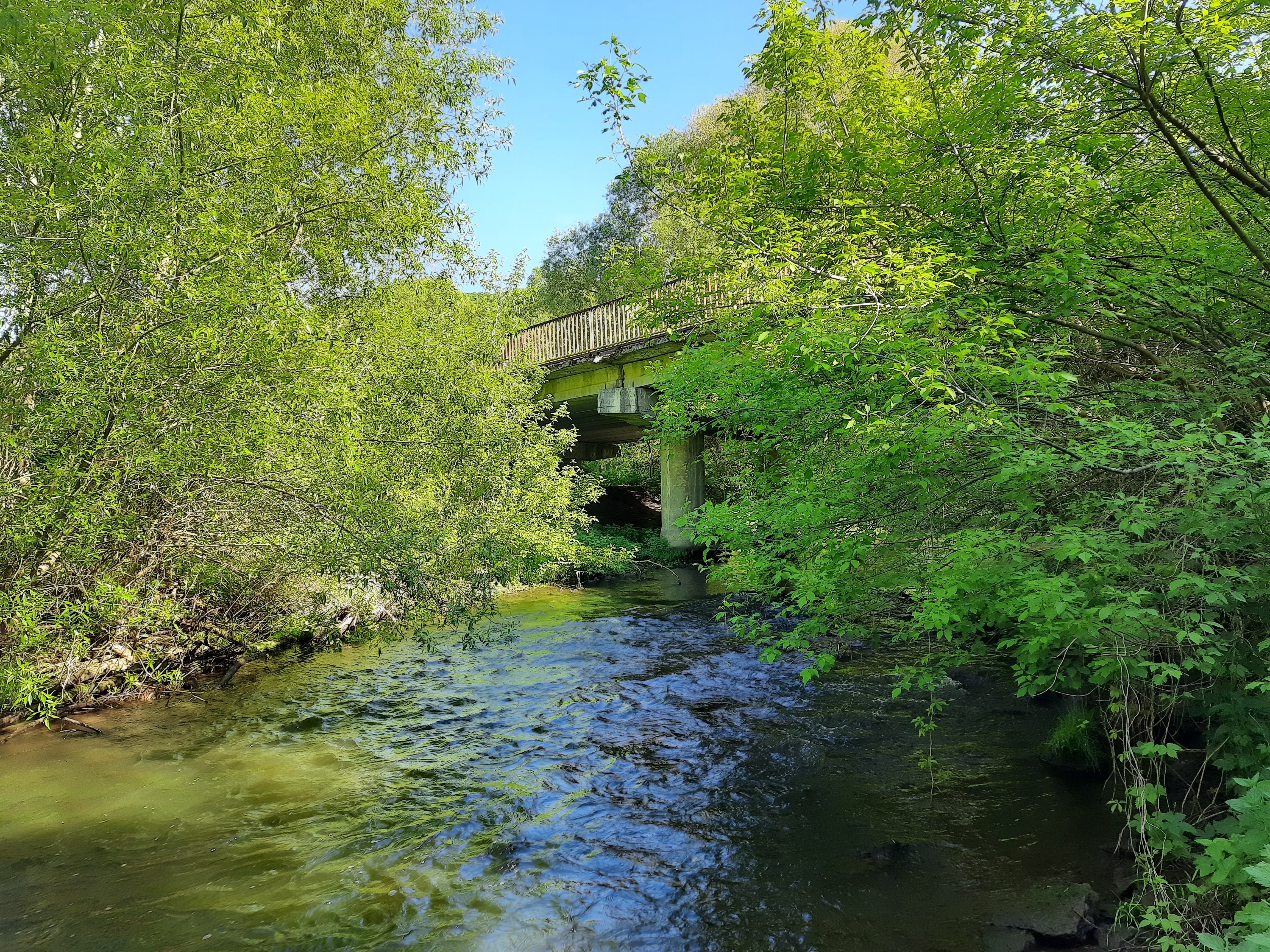
Збруч біля села

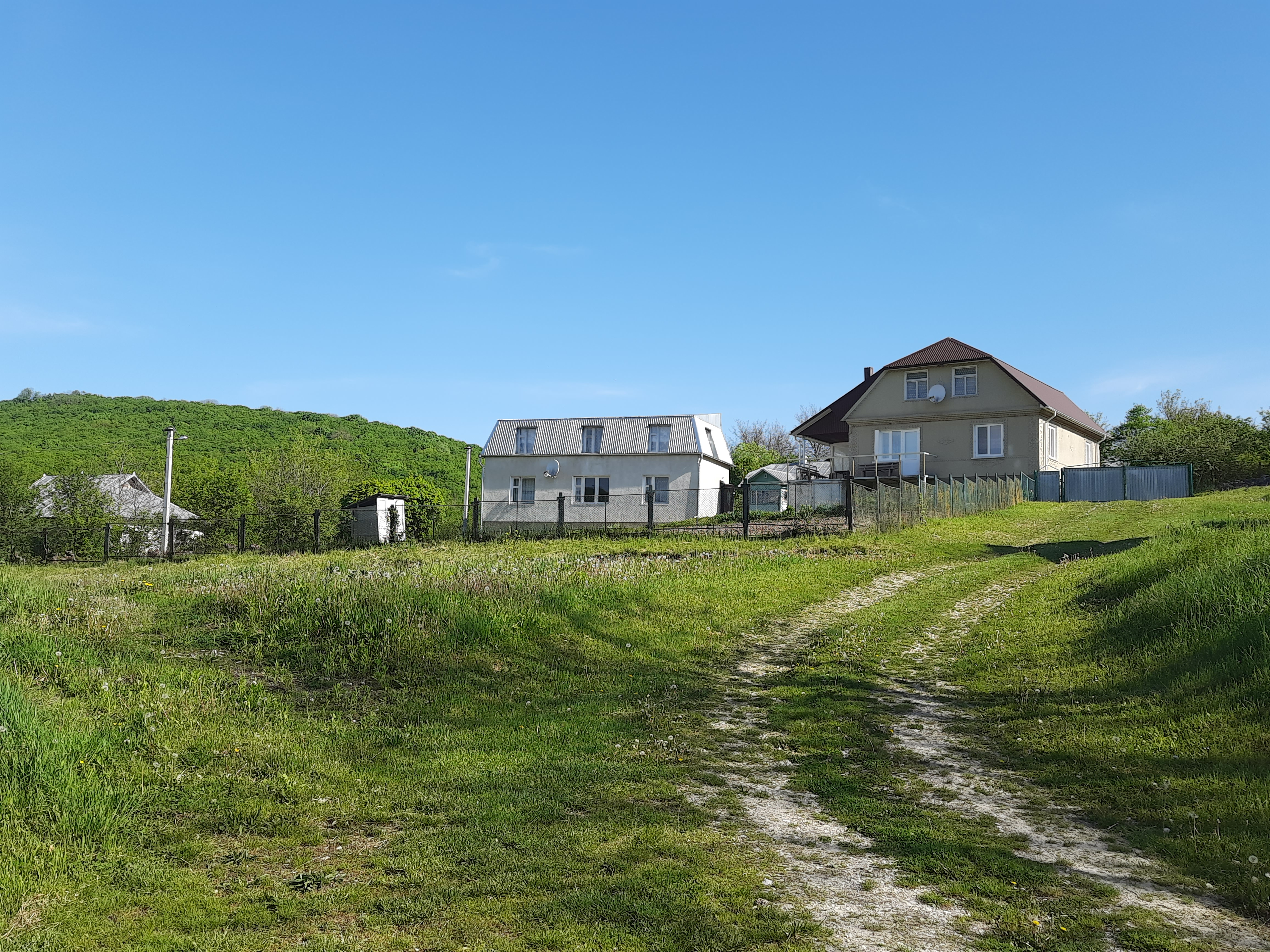
Сільський пейзаж

Кринці́лів — село в Україні, у Сатанівській селищній територіальній громаді Хмельницького району Хмельницької області. Населення становить 42 особи (на 1 січня 2010 року).

## Розташування
Кринцілів розташувався на лівому березі Збруча. На протилежному боці лежить село Крутилів Гусятинського району Тернопільської області. Назва обох сіл походить від дієслова «крутити» (польською «cręcić»), оскільки в цьому місці Збруч має закручене русло . Попри зафіксовану орфографічними словниками назву «Кринцілів» , трапляються інші варіанти написання — «Кринцилів» (журнал «Народна творчість та етнографія», 2004), «Кренцилів» («Вісник Київського ботанічного саду», 1933; «Історія міст і сіл Української РСР», 1971; роман Романа Дідули «В найменшому з-поміж світів», 2003).
Кринцілів і Крутилів з'єднує широкий міст через Збруч .
Поблизу Кринцілова є великі печери, підземелля.

## Населення та площа
За даними четвертого тому «Географічного словника Королівства Польського» (дозволеного цензурою у Варшаві 11 грудня 1882 року), у Кринцілові було 20 дворів і 120 мешканців.
Згідно з паспортом територіальної громади Іванковецької сільської ради, на 1 січня 2010 року в селі було 48 дворів і 42 мешканці. З них двоє дітей дошкільного віку, двоє — шкільного, а також 32 громадяни пенсійного віку. Працюють тільки 4 мешканці села. 38 громадян є виборцями. Пільги мають шість громадян (чотири інваліди, одна дитина-сирота та одна одинока матір).
Площа Кринцілова — 23,05 гектара. Під забудовою та присадибними ділянками зайнято 12,33 гектара.

## Благоустрій
Село телефонізовано, газифіковано. Є водогін протяжністю 1,8 кілометра. Вуличного освітлення немає.

## Символіка

### Герб
В лазуровому срібне укорочене вістря, обтяжене червоним полум'ям, супроводжуване угорі золотим шістнадцятипроменевим сонцем, по сторонам – золотими дубовими листками. Щит вписаний у декоративний картуш і увінчаний золотою сільською короною. Унизу картуша напис «КРИНЦІЛІВ».

### Прапор
Від нижніх кутів синього квадратного полотнища до його центру виходить білий трикутник, на якому червоне полум'я, над трикутником жовте шістнадцятипроменеве сонце, по сторонам – жовті дубові листки.

### Пояснення символіки
Полум'я на срібному трикутнику – символ давнього промислу по випалюванню вапна, листя – знак густих лісів, сонце – символ Поділля.

## Історія
У селі знайдено кам'яні знаряддя праці доби міді та бронзи . Зокрема, за даними Юхима Сіцінського, тут близько 1886 року виявили добре оброблену кам'яну сокиру сіро-зеленого кольору завдовжки 10,5, завширшки 5 і завтовшки 3 сантиметри .
У часи Російської імперії Кринцілів адміністративно був селом Юринецької волості Проскурівського повіту Подільської губернії. У селі був прикордонний пост, оскільки воно розташовувалося на кордоні з Австро-Угорщиною. Щодо власності, що Кринцілів входив до Сатанівського ключа польських магнатів.
1820 року Кринцілів згадав Вавжинець Марчинський у першому томі тритомного видання «Статистично-топографічний і історичний опис Подільської губернії». Він зазначив, що Кринцілів, як і Сатанів, Олександрівка, Юринці, Іванківці, Мартинківці, Сатанівка та Війтовина (нині Кам'янка), належав до володінь графа Станіслава Костки Потоцького. У Кринцілові тоді мешкало 54 особи чоловічої статі .
Пізніше Кринцілів був одним із сіл, що належали Марії Климентині Потоцькій (уродженій Сангушко) — дружині намісника Галичини Альфреда Потоцького .
До 1866 року Кринцілів було приписано до Воскресенської церкви Сатанова, після того — до Преображенської парафії села Іванківці. За даними довідкового видання «Парафії та церкви Подільської єпархії» (Кам'янець-Подільський, 1901) в Кринцілові було 208 парафіян — 97 чоловіків і 111 жінок. 1890 року в Кринцілові відкрили школу грамоти змішаного типу — для хлопчиків і дівчаток .
У радянський час Кринцілів у 1923—1959 роках входив до Юринецького (Сатанівського) району. Коли 23 вересня 1959 року Указом Президії Верховної Ради Української РСР було ліквідовано Сатанівський район, Кринцілів віднесли до Городоцького району.
У липні 1943 року під час Карпатського рейду через Кринцілів проліг шлях партизанського з'єднання, яким командував Сидір Ковпак. Комісар з'єднання Семен Руднєв занотував у щоденнику :
| 9 липня 1943 року. О 4-ій годині колона рушила через село Красне, до кордону по річці Збруч, весь шлях був через ліс. Чудові місця, різко перетята місцевість, відкриває гарні краєвиди. Характерно, що тут чудові дороги, більшість гравійні та обсаджені черешнями, села й містечка дуже чистенькі та культурні. При підході до Збруча в селі Кринцілів сталося зіткнення з німецькою прикордонною охороною, у якій було 2 німця та 6 узбеків. Охорону знищили і захопили станковий кулемет і 4 гвинтівки. На днювання зупинилися на Збручі, у районі Лисої гори. |
Кринцілів є складовою одного із семи природних чудес України — найбільшого в Європі національного природного парку «Подільські Товтри», створеного 27 червня 1996 року.
У червні 2009 року в Кринцілові відкрито приватний профілакторій, який одноразово приймає 60 осіб .
24 лютого 2022 Загинув Коломієць Дмитро Валерійович в повітряному просторі України поблизу с. Кринцілів. Рятуючи життя своїх побратимів, відволік на себе вогонь ворожої авіації та був збитий ворожим літаком.

## Рослинний світ
В околицях Кринцілова зафіксовано реліктовий вид, занесений до Червоної книги України, — бруслину карликову (Euonymus nana Bieb). 1913 року зазначений вид відмітив Йосип Пачоський на стрімких схилах долини Збруча в урочищі Товтрик, розташованому північніше від околиць Кринцілова. У гербарії Інституту ботаніки імені Миколи Холодного НАН України зберігається гербарний зразок бруслини карликової, зібраний О. І. Соколовським та В. П. Шидловським 26 липня 1935 року в лісі поблизу Кринцілова (точнішого місцезростання не вказано). У «Червоній книзі СРСР», виданій 1978 року, зростання бруслини карликової в Хмельницькій області не було підтверджено ще з 1930-х років. Проте 1981 року Степан Ковальчук і Олександр Кльоц виявили бруслину карликову в грабово-дубових лісах товтрового кряжа. Одне з місць уперше знайдено на Циківській дачі (17 квартал Циківського лісництва, Кам'янець-Подільський район). Знахідка бруслини карликової на Сатанівській дачі (урочище Зломна, 17 квартал Сатанівського лісництва Ярмолинецького лісгоспзагу, на південній околиці села Кринцілів), на думку Ковальчука та Кльоца, можливо, підтверджує вже відоме за гербарними зборами місцезростання цього виду.